# تشارلي باور
تشارلي باور هو سياسي كندي، ولد في 29 فبراير 1948. حزبياً، نشط في الحزب الكندي التقدمي المحافظ. وقد انتخب عضو مجلس العموم الكندي.